# باتريشيا روبرتس هاريس
باتريشيا روبرتس هاريس (بالإنجليزية: Patricia Roberts Harris)‏ (ولدت 31 مايو 1924 - توفيت 23 مارس 1985) هي مسؤولة أمريكية خدمت في إدارة الرئيس جيمي كارتر وكانت وزيرة الإسكان والتنمية الحضرية في الولايات المتحدة، ووزير الصحة والتعليم والرعاية الاجتماعية في الولايات المتحدة (أعيدت تسمية المنصب وزير الخدمات الصحية والإنسانية خلال فترة ولايتها). وكانت أول امرأة أمريكية من أصل أفريقي تعمل في مجلس الوزراء في الولايات المتحدة، كذلك الأولى في نفس النطاق تدخل خط الخلافة الرئاسي. عملت سابقا سفير للولايات المتحدة لدى لوكسمبورج في عهد الرئيس ليندون جونسون، وكانت أول امرأة أمريكية أفريقية تمثل الولايات المتحدة كسفير.

## التعليم
تعلمت في جامعة جورج واشنطن.

## مناصب وهيئات
أدارت آي بي إم.

## جوائز
حصلت على جوائز منها قاعة الشهرة الوطنية للمرأة.

## روابط خارجية
- باتريشيا روبرتس هاريس على موقع الموسوعة البريطانية (الإنجليزية)
- باتريشيا روبرتس هاريس على موقع مونزينجر (الألمانية)
- باتريشيا روبرتس هاريس على موقع إن إن دي بي (الإنجليزية)